# Unterbringungsgesetz (Bayern)
Das Unterbringungsgesetz war ein bayerisches Landesgesetz, das seit dem 1. Juli 1982 die öffentlich-rechtliche Unterbringung psychisch kranker Menschen bei Selbst- oder Fremdgefährdung regelte. Vorgängerregelung war das Gesetz über die Verwahrung geisteskranker, geistesschwacher, rauschgift- oder alkoholsüchtiger Personen (Verwahrungsgesetz) vom 30. April 1952, ergänzt um eine Bekanntmachung zur Ausführung des Verwahrungsgesetzes vom 18. September 1952.
Die Unterbringung von psychisch Kranken oder psychisch Gestörten zum Schutz der öffentlichen Sicherheit und Ordnung in einem psychiatrischen Krankenhaus nach Art. 1 Abs. 1 BayUnterbrG war eine staatliche Aufgabe, die von den (neben anderen Stellen primär zuständigen) Landratsämtern als Staatsbehörden und nicht als Kreisbehörden wahrgenommen wurde (Art. 37 Abs. 1 BayLKrO). Von seiner Regelungsstruktur und seiner Begrifflichkeit (öffentliche Sicherheit und Ordnung) war es einem polizeirechtlichen Ansatz verhaftet, nicht den psychiatrischen Hilfsangeboten für die untergebrachten Personen.
Das UnterbrG wurde zum 1. Januar 2019 durch das Bayerische Psychisch-Kranken-Hilfe-Gesetz ersetzt, das die psychiatrische, psychotherapeutische, psychosomatische und psychosoziale Versorgung für Menschen mit psychischem Hilfebedarf stärken und dadurch Unterbringungen sowie Zwangsmaßnahmen vermeiden sollte. Zweck der Unterbringung ist nach wie vor die Behandlung der betroffenen Person und die Gefahrenabwehr.